# Institut komunikace mezi šimpanzi a lidmi
Institut komunikace mezi šimpanzi a lidmi (Chimpanzee and Human Communication Institute) se nachází na kampusu Central Washington University v Ellensburgu, v americkém státě Washington. Bydlí zde tři šimpanzi, kteří se naučili komunikovat s lidmi a mezi sebou americkou znakovou řečí. Řediteli jsou Roger a Deborah Foutsovi, Mary Lee Jensvold jim asistuje. Roger Fouts je také ředitelem výzkumu na univerzitě.

## Obyvatelé
- Washoe – 1966-2007. První nečlověk, který se naučil základy americké znakové řeči.
- Loulis – 1978-současnost. Adoptovaný syn Washoe, který byl předmětem průzkumu, zdali se dokážou šimpanzové naučit znakovou řeč od jiných šimpanzů. Kompletní průzkum může být nalezen v knize Teaching Sign Language to Chimpanzees, kterou v roce 1989 vydali Allen a Beatrix Gardnerovi.
- Tatu – 1975-současnost.
- Dar – 1976-současnost.
- Moja – 1972-2002.

## Historie
V září 1980 se na univerzitu přestěhovali Washoe, Loulis a Moja, zatímco Tatu a Dar přišli o rok později. Původně byli ubytováni ve třetím patře univerzitního psychologického komplexu. Roger a Deborah Foutsovi spolu se svými studenty přesvědčili vedení školy a státní legislaturu, aby bylo postaveno specializované centrum pro šimpanzy, které bylo otevřeno v roce 1993.

## Cíl
Centrum se snaží o ochranu šimpanzů v jejich přirozeném prostředí a o podporu a reklamu inteligence primátů. Konají se zde veřejné přednášky, tzv. Šimposia, která umožňují veřejnosti vidět šimpanze v akci naživo. Přednášky obsahují vyučovací část, ve které se návštěvníci dozvídají o situacích, do kterých se dostávají jak šimpanzi v divočině, tak v zajetí, po čemž následuje sekce, ve které lidé šimpanze pozorují a komunikují s nimi. Z bezpečnostních důvodů nikdo, ani zaměstnanci, nesmějí mít fyzický kontakt se zvířaty.

## Budoucnost
Institut momentálně neplánuje přivedení nových šimpanzů, jelikož nechce porušit fungující rodinnou atmosféru. Poté, co ale zůstane už jen jediný šimpanz, tak je šance, že se o to institut pokusí.

## Možnosti výzkumu
Tyto možnosti mají studenti univerzity, někteří z nich pracují dobrovolně jako průvodci nebo asistenti, zatímco ostatní provádí výzkumy chování šimpanzů. Jakýkoli výzkum, jehož postup by ale šimpanzům vadil, nesmí být proveden. Většinou se ale jedná o pozorování.